# Сабине Лисицки
Сабине Катарина Лисицки (на немски: Sabine Katharina Lisicki, произношение) е професионална тенисистка от Германия. Тя произхожда от семейството на полски емигранти, заселили се в Германия след края на Втората световна война.
През 2004 г. Сабине Лисицки започва да се състезава в юношеските турнири на Световната тенис-асоциация. През 2005 г. тя участва за първи път в турнир, в който се изправя срещу претендентки от Топ 100 на Световната ранглиста за жени в Берлин. За израстването ѝ като тенисистка с големи международни успехи грижи полагат нейния баща Рихард Лисицки и авторитетната тенис-академия на Ник Болетиери във Флорида.
Своята първа титла на сингъл, немската тенисистка печели през 2009 г. на силния турнир в Чарлстън. По пътя към финалния мач тя елиминира последователно Винъс Уилямс и французойката Марион Бартоли. Във финала на надпреварата побеждава Каролине Возняцки с 6:2, 6:4. Лисицки има и два загубени финала на сингъл — през 2008 г. е победена от румънката Сорана Михаела Кърстя на турнира „Ташкент Оупън“, а през 2009 г. в Люксембург губи от швейцарската тенисистка Тимеа Бачински.
В турнирите от Големия шлем постига впечатляващ дебют на „Уимбълдън“ през 2008 г., когато достига до четвъртфинален мач, в който е победена от рускинята Динара Сафина.
На 24.04.2011 г. Сабине Лисицки печели своята първа шампионска титла на двойки от турнир, провеждан под егидата на Женската тенис-асоциация (WTA). Във финалната среща на турнира в Щутгарт, заедно с австралийката Саманта Стосър побеждават германките Ясмин Вьор и Кристина Бароа с резултат 6:1, 7:6. На 13.06.2011 г. печели титлата на сингъл от турнира „АЕГОН Класик“ в английския град Бирмингам, като във финала сломява съпротивата на словашката тенисистка Даниела Хантухова с 6:3, 6:2. На 27.08.2011 г. Лисицки е шампионка на сингъл от турнира в американския град Далас. Във финалната среща, надделява над френската си опонентка Араван Резаи с резултат 6:2, 6:1.